# Grand Prix de Ouest-France 1996
Il Grand Prix de Ouest-France 1996, sessantesima edizione della corsa, si svolse il 1º settembre 1996 su un percorso totale di 209 km. Fu vinta dal belga Frank Vandenbroucke che terminò la gara in 4h52'01.
All'arrivo 70 ciclisti portarono a termine il percorso.

## Ordine d'arrivo (Top 10)
| Pos. | Corridore            | Squadra        | Tempo    |
| ---- | -------------------- | -------------- | -------- |
| 1    | Frank Vandenbroucke  | Mapei-GB       | 4h52'01" |
| 2    | Laurent Brochard     | Festina-Lotus  | a 30"    |
| 3    | Andrej Čmil          | Lotto-Isoglass | s.t.     |
| 4    | Laurent Roux         | TVM            | s.t.     |
| 5    | Angelo Lecchi        | MG Maglificio  | s.t.     |
| 6    | Germano Pierdomenico | Cantina Tollo  | a 34"    |
| 7    | Marco Lietti         | MG Maglificio  | a 36"    |
| 8    | Nicola Loda          | MG Maglificio  | a 40"    |
| 9    | Hendrik Redant       | TVM            | a 43"    |
| 10   | Claudio Chiappucci   | Carrera        | s.t.     |